# Александер дю Туа
Александер Логі дю Туа (Alexander Logie du Toit, [duːˈtɔɪ], 14 березня 1878 – 25 лютого 1948) — найвідоміший геолог Південно-Африканської Республіки. Почав кар'єру у 1903 і за 20 років картографував і дослідив геологію значної частини ПАР. Розвивав теорію дрейфу материків Альфреда Вегенера.